# Basilique du Corpus-Domini de Turin
La basilique du Corpus-Domini est une basilique catholique de Turin, en Italie du Nord. Elle a été construite pour célébrer le « Miracle de l'Eucharistie » qui, selon diverses sources, a eu lieu en 1453 pendant la guerre entre le duché de Savoie et la France.

## Histoire
L'événement qui a conduit à la construction de l'église eut lieu le 6 juin 1453 pendant la guerre entre Louis Ier de Savoie et la France. Un groupe de soldats français avaient pillé l'église principale d'Exilles, une ville située dans le Val de Suse. Le 6 juin, le jour de la Fête-Dieu, ils sont allés à Turin pour vendre le butin. L'âne qui a transporté le pain sacré de l'église de Exilles est tombé sur le sol et l'Esprit Saint s'est levé et a illuminé la place.
Pour célébrer l'événement, une peinture de Jésus a été peinte sur les quatre portes de la ville mais cela a été jugé insuffisant, et en 1509 une petite chapelle fut bientôt commandée sur le site de l'église actuelle. Cependant, rien n'a été construit avant 1521, quand Innocent Cybo, archevêque de Turin, a ordonné la construction d'un petit oratoire confié à Matteo Sanmicheli (it). Celui-ci a été démoli en 1607 pour faire place à la basilique moderne.
La conception de la nouvelle église a été commandée à Ascanio Vitozzi. Amedeo di Castellamonte a collaboré à la conception de la façade. Les travaux débutèrent en 1607. En 1753 le roi Charles-Emmanuel III de Sardaigne a commandé à Benedetto Alfieri la restauration de la décoration d'intérieur et son ornement en stucs.

## Architecture
L'église présente une façade massive, avec six pilastres et quatre colonnes qui soutiennent l'entablement, dans le style baroque typique. Elle est complétée par la statue d'anges et de saints par Bernardo Falconi, datant de la fin du XVIIe siècle.
L'intérieur comporte une nef unique, et a été largement renouvelé au cours du XVIIIe siècle. Le maître-autel est celui d'origine, créé par Francesco Lanfranchi (it) en 1664. L'intérieur abrite également une plaque marquant l'endroit exact du miracle.

## Personnalités
Plusieurs personnalités sont liées à la basilique qui a toujours joué un rôle de premier plan dans la vie religieuse de Turin. Tout d'abord saint Joseph-Benoît Cottolengo, membre de la congrégation du Corpus Domini et qui a tenu le rôle de vicaire dans la paroisse. C'est dans ce bâtiment qu'il a eu l'idée de créer la Petite Maison de la Divine Providence (Piccola Casa della Divina Provvidenza). Ayant assisté à la mort d'une femme rejetée par les hôpitaux malgré sa maladie, il a eu l'idée de créer une maison pour les malades refusés ou à problème. Le saint est figuré par une statue réalisée par Davide Calandra (it) en 1917, placée dans la chapelle Saint-Joseph.
Le père Sébastien Valfrè, deux siècles avant Cottolengo, a également été curé de Corpus Domini, de 1653 à 1655. Il appartenait à cette communauté de douze prêtres oratoriens qui s'étaient vu confier la gestion de la paroisse par la régente Christine de France.
Parmi les saints qui ont été liés à l'église, il faut également mentionner Joseph Marello, qui a été baptisé en la basilique le jour même de sa naissance, soit le 26 décembre 1844. 

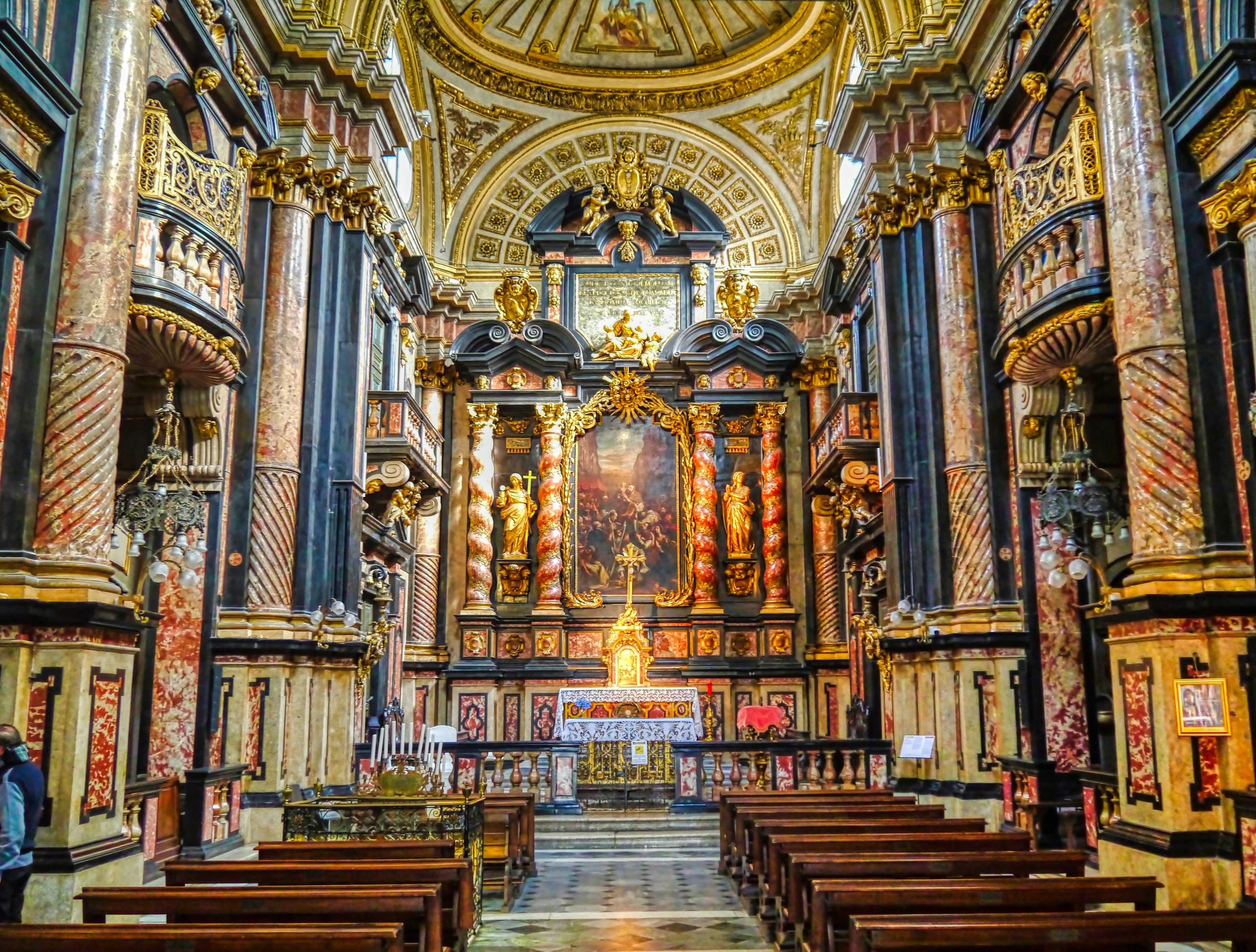
La nef avec le chœur.
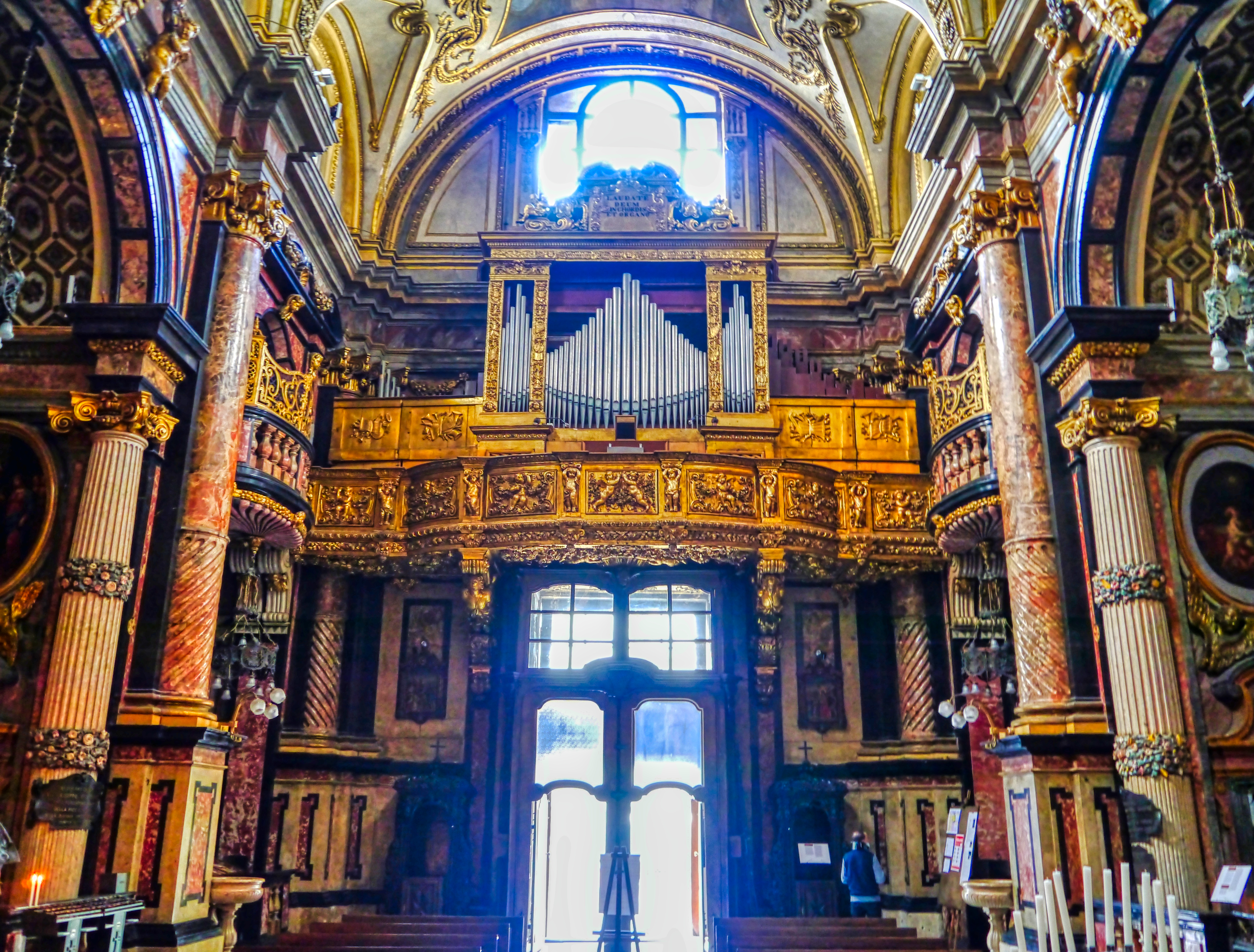
L'entrée de la nef avec l'orgue.
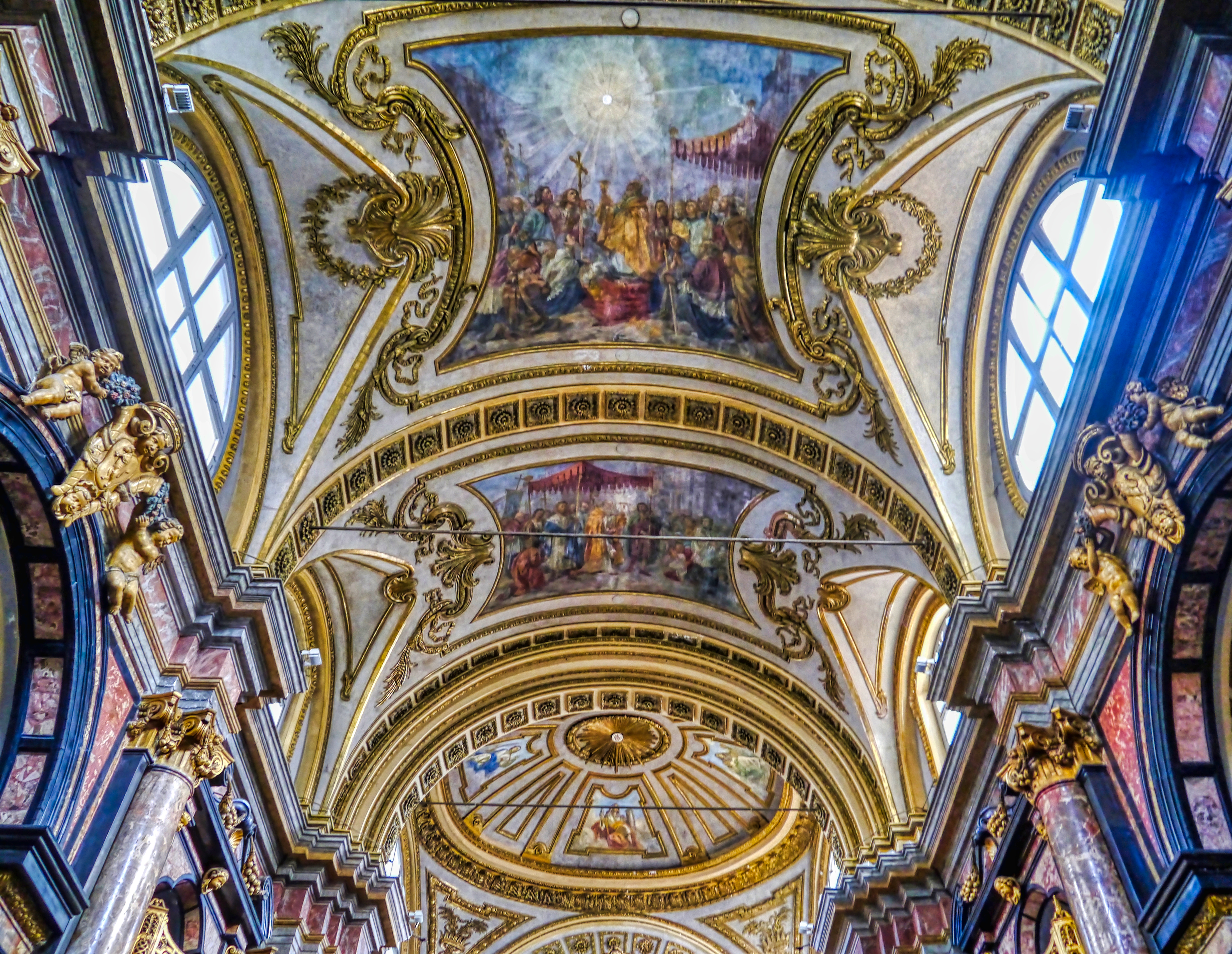
Les fresques de la voûte.

## Source
- (en) Cet article est partiellement ou en totalité issu de l’article de Wikipédia en anglais intitulé « Basilica of Corpus Domini » (voir la liste des auteurs).